# Globosolembos smithi
Globosolembos smithi är en kräftdjursart som först beskrevs av Edward Morell Holmes 1903.  Globosolembos smithi ingår i släktet Globosolembos och familjen Aoridae. Inga underarter finns listade i Catalogue of Life.